# Amy Adams
Amy Lou Adams (Vicenza, 20 de agosto de 1974) es una actriz estadounidense, conocida por sus actuaciones tanto cómicas como dramáticas. Ha aparecido tres veces en los rankings anuales de las actrices mejor pagadas del mundo. Sus reconocimientos incluyen, entre otros, dos Globos de Oro, un Premio del Sindicato de Actores, cinco Premios de la Crítica Cinematográfica y un premio Indepedent Spirit, además de seis nominaciones a los Premios de la Academia y siete a los Premios BAFTA.   
Nació en la base militar estadounidense Caserma Ederle en Vicenza, Italia, y fue criada en Castle Rock, Colorado. Adams es la cuarta de siete hermanos. Se formó para ser bailarina, pero a los 18 años encontró que el teatro musical encajaba mejor, y desde 1994 hasta 1998 trabajó en restaurantes de teatro en vivo. Hizo su debut cinematográfico con un rol de apoyo en la sátira de 1999 Drop Dead Gorgeous. Después de mudarse a Los Ángeles, hizo apariciones como invitada en televisión y tomó roles de «chica mala». Su primer papel importante fue en la película biográfica de Steven Spielberg de 2002 Atrápame si puedes, junto a Leonardo DiCaprio, pero ella estuvo desempleada durante un año después. Su gran reconocimiento llegó en el papel de una locuaz mujer embarazada en la película independiente de 2005 Junebug.
La película musical Enchanted de 2007, en la que Adams interpretó a Giselle, una princesa alegre, fue su primer gran éxito como protagonista. Siguió interpretando a mujeres ingenuas y optimistas en una serie de películas como el drama de 2008 Doubt. Posteriormente, desempeñó un papel más importante en la película deportiva The Fighter (2010) y en el drama psicológico The Master (2012). En 2013, comenzó a interpretar a Lois Lane en películas de superhéroes ambientadas en el DC Extended Universe. Ganó dos Premios Globo de Oro a la mejor actriz por interpretar a una estafadora seductora en la película criminal American Hustle (2013) y a la pintora Margaret Keane en Big Eyes (2014). Recibió más aclamación al interpretar a una lingüista en la película de ciencia ficción Arrival (2016), una reportera autodidacta en la miniserie de HBO Sharp Objects (2018) y Lynne Cheney en la película satírica Vice (2018).
Sus papeles en el escenario incluyen el renacimiento de la obra teatral del Teatro Público del Festival de Shakespeare de Nueva York Into the Woods en 2012, en el que interpretó a la esposa del panadero. En 2014, fue nombrada una de las 100 personas más influyentes en el mundo por Time y apareció en la lista de 100 Celebridades de Forbes. Está casada con el actor y artista Darren Le Gallo, con quien tiene una hija.

## Primeros años
Amy Lou Adams nació el 20 de agosto de 1974 de padres estadounidenses, Richard y Kathryn Adams, cuando su padre estaba destinado en el Ejército de los Estados Unidos en el complejo militar Caserma Ederle en Vicenza, Italia. Es la del medio de siete hijos, con cuatro hermanos y dos hermanas. Después de mudarse de una base del ejército a otra, la familia de Adams se instaló en Castle Rock, Colorado, cuando ella tenía ocho años. Después de abandonar el ejército, su padre cantó profesionalmente en discotecas y restaurantes. Adams ha descrito ir a los espectáculos de su padre y beber Shirley Temples en el bar como entre sus mejores recuerdos de la infancia. La familia era pobre; acampaban y hacían excursiones juntos, y realizaron obras de teatro de aficionados generalmente escritas por su padre y, a veces, por su madre. Adams estaba entusiasmada con las obras y siempre interpretó el papel principal.
Fue criada como una mormón hasta que sus padres se divorciaron en 1985 y dejaron la iglesia. Ella no tenía fuertes creencias religiosas, pero dijo que valoraba su educación por enseñar su amor y compasión. Después de la ruptura, su padre se mudó a Arizona y se volvió a casar, mientras que los niños se quedaron con su madre. Su madre se convirtió en una semiprofesional fisicoculturista que llevaba a los niños con ella al gimnasio cuando entrenaba. Ha comparado sus primeros años desinhibidos con sus hermanos con El señor de las moscas. Describiéndose a sí misma como una «niña ruda y dura», dijo que peleaba con frecuencia con otros niños.
Adams asistió al Douglas County High School. No tenía inclinación académica, pero estaba interesada en las artes creativas y cantaba en el coro de la escuela. Compitió en atletismo y gimnasia, albergaba ambiciones de convertirse en una bailarina de ballet y se formó como aprendiz en la compañía local de danza de David Taylor. No le gustaba la escuela secundaria y se mantuvo principalmente para su futuro. Después de la graduación, ella y su madre se mudaron a Atlanta, Georgia. Ella no fue a la universidad, lo que decepcionó a sus padres, y luego lamentó no haber seguido estudios superiores. A los 18 años, se dio cuenta de que no era lo suficientemente talentosa como para ser una bailarina profesional, y encontró el teatro musical más a su gusto. Uno de sus primeros papeles en el escenario fue en una producción teatral comunitaria de Annie, lo que hizo de manera voluntaria. Para sostenerse, trabajó como anfitriona en una tienda Gap. También trabajó como camarera en Hooters, pero dejó el trabajo después de que ahorrara suficiente dinero para comprar un auto usado.

## Carrera

### 1995-2004: primeros trabajos
Comenzó a trabajar profesionalmente como bailarina en el Teatro de cena de Boulder y en el Country Dinner Playhouse (ambos ubicados en Colorado). Allí, fue descubierta por un director de teatro de cena de Minneapolis, Michael Brindisi, en 1995. Amy se trasladó a Chanhassen, Minnesota, y trabajó en el Teatro de cena Chanhassen durante los siguientes tres años. Mientras ella estaba fuera del trabajo recuperándose de un tirón muscular, hizo una prueba para la comedia satírica Muérete, bonita (1999), que estaba siendo filmada en Minnesota, y esta se convirtió en su primer papel en una película. Persuadida por su coprotagonista Kirstie Alley, se mudó a Los Ángeles, California, en enero de 1999. Allí, su primer año fue "negro y sombrío", y sentía añoranza por su trabajo en Chanhassen porque "amaba la seguridad y la gente con la que allí trabajaba era como una gran familia para mí". Poco después de llegar a Los Ángeles formó parte de la serie de televisión Cruel Intentions, spin-off de Fox Network, en el papel de Kathryn Merteuil y en la serie "Bones" como víctima de uno de los casos. La serie no estaba a la altura de las expectativas de la red y después de numerosas revisiones del guion y dos paradas de producción, fue cancelada. Los episodios filmados fueron luego reeditados para ser lanzado como la película en vídeo Cruel Intentions 2 (2000).
De 2000 a 2002, Adams apareció en una serie de pequeñas películas como Psycho Beach Party (2000) y como actriz invitada en series de televisión como That '70s Show, Charmed, Buffy, la cazavampiros , Smallville y El ala oeste de la Casa Blanca. Luego apareció en la producción Atrápame si puedes (2002) dirigida por Steven Spielberg, como Brenda Strong, una enfermera de la que Frank Abagnale Jr. (Leonardo DiCaprio) se enamora. Era, en palabras de Spielberg, "la película que debería haber puesto en marcha su carrera", sin embargo estuvo todo un año en paro. Más tarde, Amy diría: "fue la primera vez que yo sentía que podía actuar al mismo nivel que los demás actores. Para ser valorada por Steven Spielberg... fue una gran inyección de confianza". En 2004, protagonizó The Last Run, y además le dio vida a personajes en la serie de televisión animada Los reyes de la colina. También fue elegida como actriz regular en la serie de televisión The Dr. Vegas, en el papel de Alice Doherty, aunque fuera despedida más tarde por una disputa contractual.

### 2005-2007: Éxito en las críticas y papeles reveladores

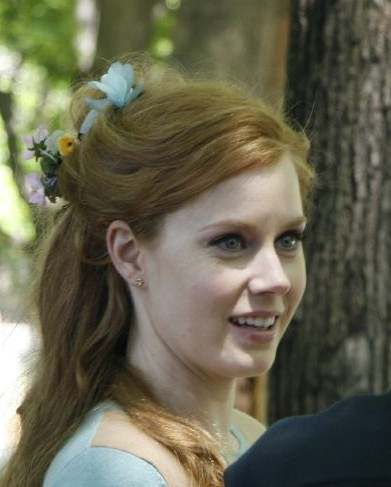
Amy Adams durante la grabación de Encantada.

Antes de abandonar The Dr. Vegas, Amy había recibido el guion de la película independiente de bajo presupuesto Junebug (2005) y audicionó para el papel de Ashley Johnsten, una joven mujer embarazada, alegre y conversadora. La película se rodó en 21 días en Winston-Salem (Carolina del Norte). Durante ese tiempo, Adams cumplió 30 años y estaba preocupada por su carrera en el cine: "Pensé que tal vez debería mudarme a Nueva York, tal vez debería hacer algo más. No era que yo estaba dejando de fumar o hacer una declaración dramática. Era más como quizás esto no era una buena opción". Junebug se estrenó en el Festival de Cine de Sundance en 2005 donde Adams ganó un Premio Especial del Jurado por su actuación.
Después del estreno de la película The Wedding Date, en la que Adams apareció junto a Debra Messing y Dermot Mulroney, Junebug fue estrenada en los cines por Sony Pictures Classics. Adams ganó elogios de la crítica por su trabajo en Junebug y recibido varios premios a la mejor actriz de reparto, entre ellos, el otorgado por la National Society of Film Critics y el Premio Independent Spirit. También fue nominada para los Premios del Sindicato de Actores y un Premio Óscar en dicha categoría. La Academia de las Artes y las Ciencias Cinematográficas invitó a Adams para convertirse en miembro en 2006.
Aunque Junebug tenía un público limitado, la aclamada interpretación de Adams en la película ayudó a aumentar el interés por su carrera como actriz. Adams llegó a aparecer en películas como Standing Still (2005) y Talladega Nights: The Ballad of Ricky Bobby (2006), y desempeñó el papel de invitada recurrente, Katy, el interés amoroso de Jim Halpert, interpretado por John Krasinski, en la serie de televisión The Office. Después de proporcionar la voz de Polly Purebred en la producción de Walt Disney Pictures, Underdog, Adams protagonizó la película de Disney Encantada (2007). La película, que dirigió Kevin Lima y coprotagonizan Patrick Dempsey, Idina Menzel, Susan Sarandon y James Marsden, gira en torno a Giselle (Adams), que se ve obligada a partir de su mundo de dibujado animado a la ciudad de Nueva York, donde se enfrentará a la vida real. Adams fue una de más o menos 300 actrices que se presentaron para el papel de Giselle. La película fue un éxito comercial, recaudando más de $340 millones en todo el mundo y por su actuación recibió una nominación al Globo de Oro en la categoría de mejor actriz - comedia o musical y una en los Critics' Choice Award y Saturn Award, ambas en la categoría de mejor actriz. Tres de las canciones de la película fueron nominados a la mejor canción original en la 80.ª ceremonia de entrega de los Premios Óscar. Adams realizó una de las canciones, "Happy Working Song", en vivo durante la ceremonia. "That's How You Know", interpretada originalmente por Adams en la película, fue cantada por Kristin Chenoweth en la ceremonia.
Adams apareció en Charlie Wilson's War (2007), coprotagonizada por Tom Hanks, Julia Roberts y Philip Seymour Hoffman, donde interpretó a Bonnie Bach, la asistente administrativa de Charlie Wilson (Hanks). En marzo de 2008 participó del séptimo episodio de la temporada 33 de Saturday Night Live. En este interpretó varios personajes, entre ellos Heidi Klum, y cantó "What is this Feeling" de Wicked en un simulacro de batalla con la miembro del reparto Kristen Wiig durante el monólogo de apertura.

### 2008-2012:La Duda,The FighteryThe Master
En 2008 protagonizó junto a Emily Blunt y Alan Arkin Sunshine Cleaning, donde interpreta a una madre soltera que inicia junto a su hermana un negocio inusual -limpieza de escenas del crimen- con el fin de conseguir suficiente dinero para enviar a su hijo a una escuela privada. La película se estrenó en el Festival de Cine de Sundance de ese año y recibió críticas mixtas. Ese mismo año forma parte del elenco de la película Miss Pettigrew Lives for a Day, en la que interpreta a Delysia Lafosse, una aspirante a actriz estadounidense que vive en Londres cuya vida cambia después de conocer a una institutriz llamada Miss Pettigrew, interpretada por Frances McDormand. 

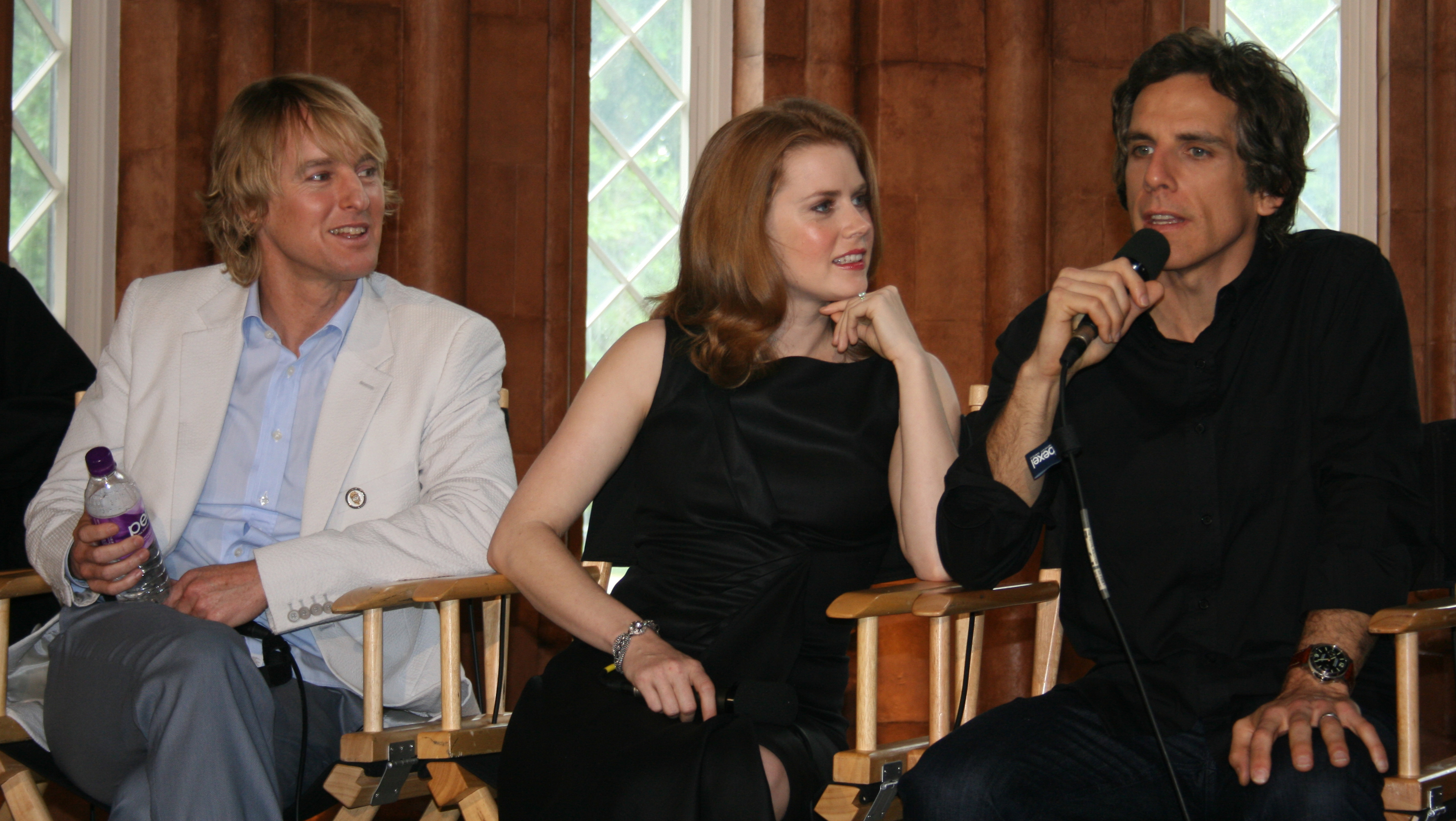
Owen Wilson, Amy Adams y Ben Stiller en conferencia acerca de Una noche en el museo 2.

 A finales de 2008 Adams protagonizó La Duda, una adaptación de la obra homónima de John Patrick Shanley, como la joven e inocente Hermana James junto a Meryl Streep, Philip Seymour Hoffman y Viola Davis. Tras ser informada del proyecto por su coprotagonista de Sunshine Cleaning, Emily Blunt, Amy buscó obtener el papel, pero este ya había sido otorgado a otra actriz. Finalmente el director John Patrick Shanley le otorgó el papel. Por su actuación, Adams recibió su segunda nominación al Premio Óscar, además de una en los Globos de Oro, Premios del Sindicato de Actores y British Academy Film Awards, todas en la categoría de mejor actriz de reparto.
El siguiente papel de Adams fue interpretando a la aviadora estadounidense Amelia Earhart en Una noche en el museo 2 (2009), junto a Ben Stiller, Owen Wilson y Robin Williams. La película se estrenó el fin de semana del Memorial Day de 2009 y encabezó la taquilla Estados Unidos con una recaudación de $15 300 000 en su primer día, superando a Terminator Salvation. En 2009 también protagonizó, junto a Meryl Streep y Stanley Tucci, Julie & Julia, como Julie Powell, una secretaria de gobierno que se propone hacer todas las recetas contenidas en el libro de Julia Child "El arte de la cocina francesa".

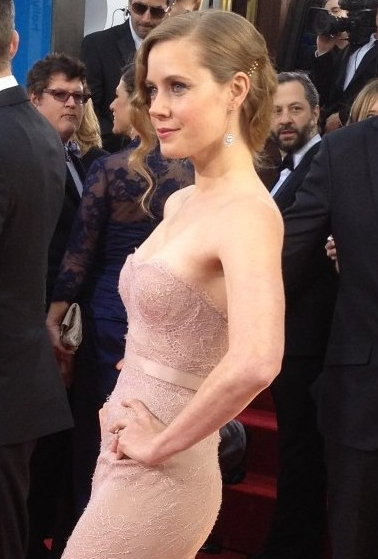
Adams en la entrega de los Premios Globo de Oro de 2013.

En 2010 actuó en el papel protagónico de la película Leap Year, desarrollada en Irlanda, junto al inglés Matthew Goode. Ese mismo año coprotagonizó la película dirigida por David O. Russell The Fighter, junto a Mark Wahlberg, Christian Bale y Melissa Leo, en la cual interpretó a Charlene Fleming, la novia del boxeador "Irish" Micky Ward. El filme fue nominado al Premio Óscar como mejor película, y Adams consiguió su tercera nominación como mejor actriz de reparto, además de otras nominaciones, en la misma categoría, en los Globos de Oro, dos en los Premios del Sindicato de Actores y los BAFTA, ganándole su coprotagonista Melissa Leo.
En 2011, Amy volvió a trabajar con Disney, protagonizando la película Los Muppets junto a Jason Segel, en la cual volvió a interpretar canciones.
En julio de 2012, Adams interpretó el papel de la mujer del panadero en Into the Woods de Stephen Sondheim en el Teatro Público del Festival de Shakespeare de Nueva York, como parte del festival de verano al aire libre Shakespeare in the Park. Su interpretación en el Delacorte Theater del Central Park marcó su debut en los escenarios de Nueva York y su primera aparición en el teatro en 13 años. Ese mismo año, Adams recibió algunas de las mejores críticas de su carrera por su actuación en el drama The Master, dirigida por Paul Thomas Anderson. En la película interpreta a Peggy Dodd, la esposa de un líder de una organización religiosa, interpretado por Philip Seymour Hoffman. Por su papel fue nominada a un Premio Óscar, Globo de Oro y BAFTA en la categoría de mejor actriz de reparto. Adams también interpretó a la hija del personaje de Clint Eastwood en el drama de béisbol Curvas de la vida, y actuó en En el camino, dirigida por Walter Salles y coprotagonizada por Sam Riley, Kristen Stewart y Garrett Hedlund, en una adaptación de la novela homónima de Jack Kerouac. Allí Adams interpreta a Jane Lee (nombre ficticio de Joan Vollmer), una poeta drogadicta de la generación beat, esposa de William S. Burroughs (en la película bajo el nombre de Old Bull Lee), interpretado por Viggo Mortensen. La película se estrenó en el Festival de Cannes con críticas variadas.

### 2013-2017: Consolidación en Hollywood

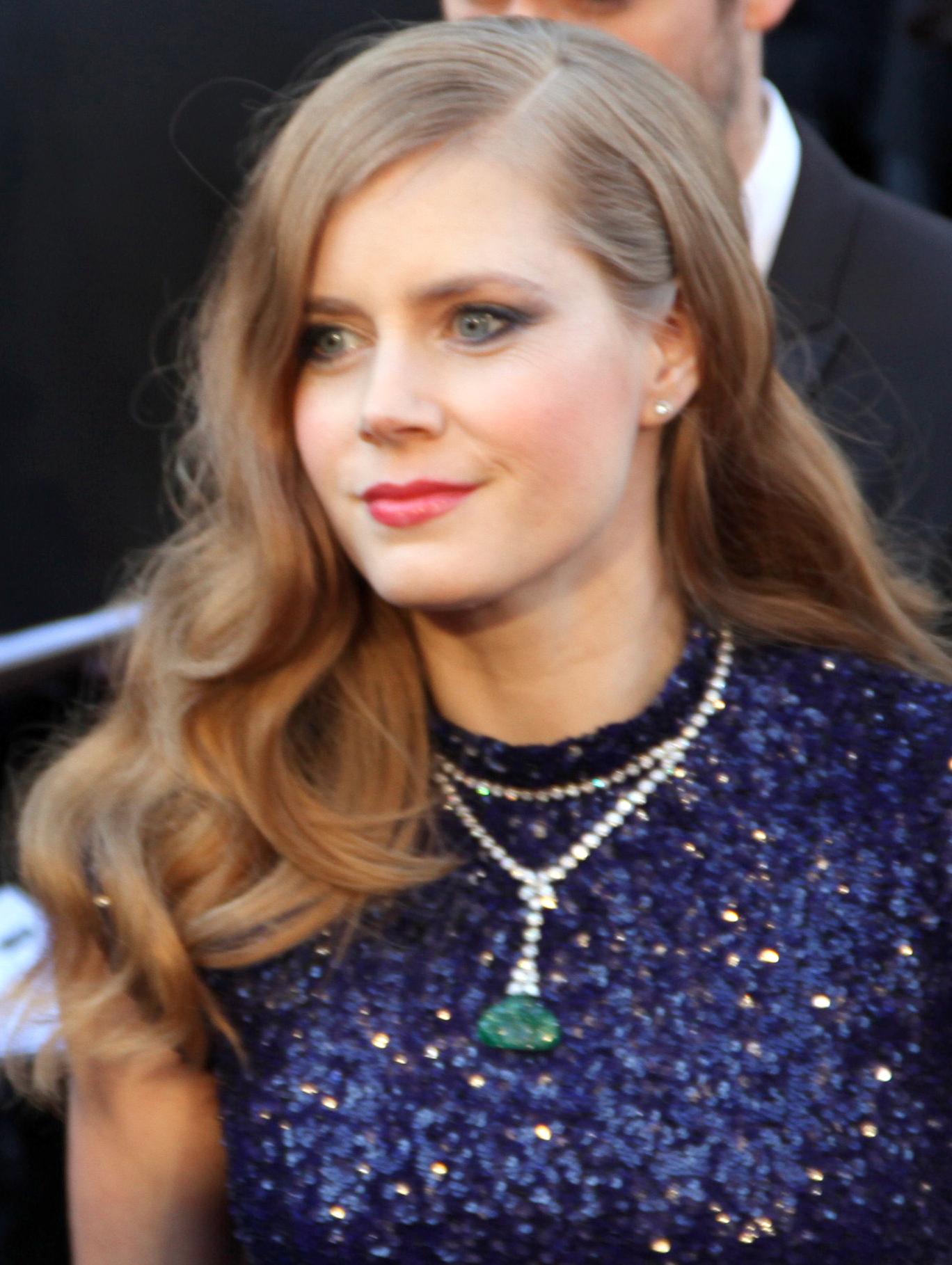
Amy Adams en 2011.

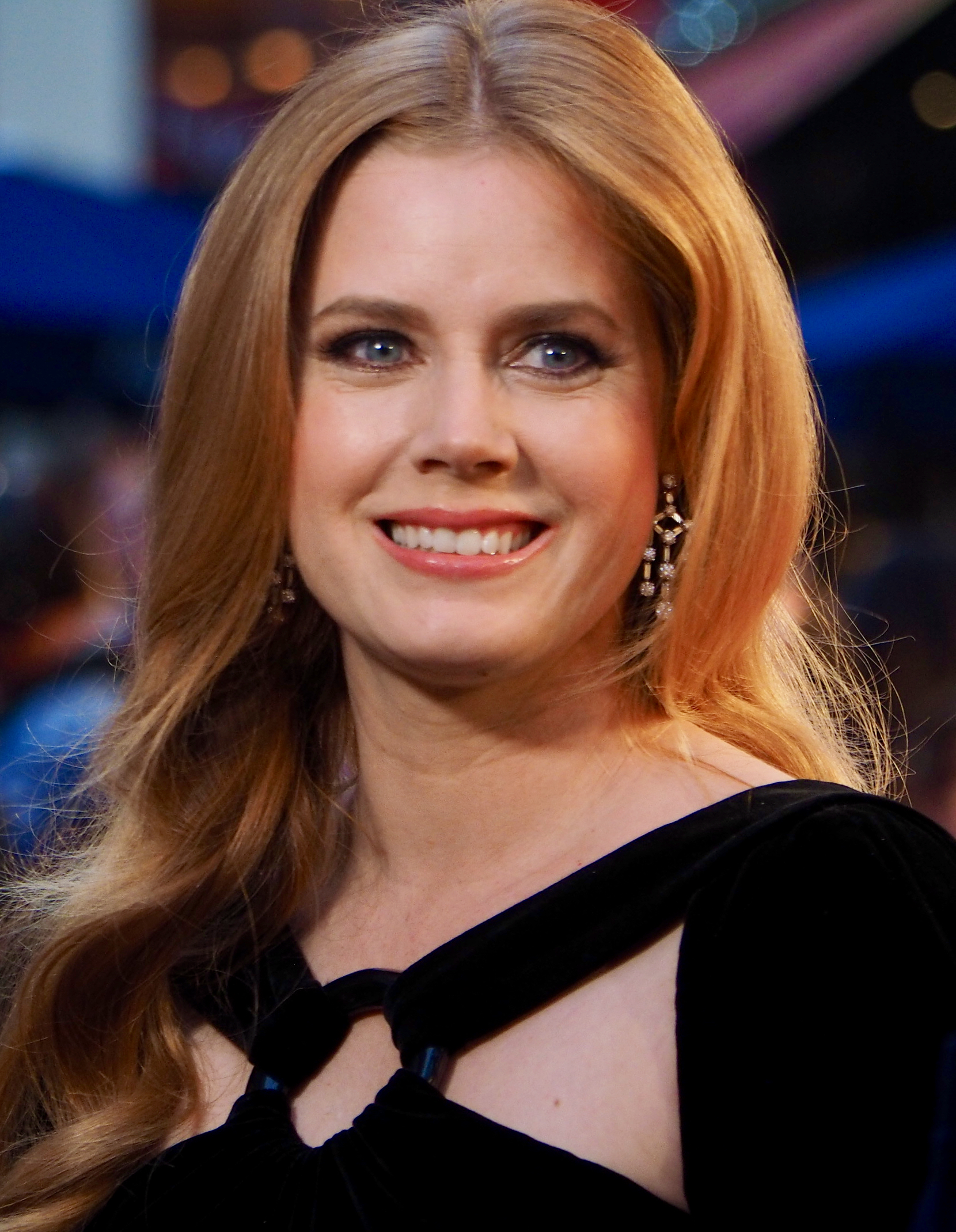
Amy Adams en 2016.

Adams interpretó a Lois Lane en la película del cómic El hombre de acero (2013), con Henry Cavill como Superman. Previamente la actriz había trabajado en relación con Superman en 2001 en la serie Smallville.
También en 2013 protagonizó junto a Christian Bale, Bradley Cooper y Jennifer Lawrence la película American Hustle, dirigida por David O. Russell. Interpretó el personaje de Sydney Prosser, una ex desnudista y estafadora que toma la falsa personalidad de una heredera británica llamada Edith Greensley. Por su interpretación recibió numerosos galardones en la categoría de mejor actriz, como un Globo de Oro, un Critics' Choice Award y un Premio del Sindicato de Actores al mejor reparto, además de una nominación al Premio Óscar y una en los BAFTA.
Uno de sus trabajos más recientes ha sido Big Eyes, una adaptación de la novela de Steve Martin Object of Beauty dirigida por Tim Burton, en la que coprotagoniza junto a Christoph Waltz e interpreta a la artista Margaret Keane, además de encargarse de la producción. Tiene pendiente de estreno Lullaby, y la nueva película de Batman, Batman vs Superman, en el papel de Lois Lane, y la cinta Nocturnal Animals junto a Jake Gyllenhaal todo ello en 2016.
La llegada, supuso la consolidación en su carrera. Con el estreno de la cinta de Denis Villeneuve en 2016; la actriz recibió múltiples nominaciones entre los prestigiosos premios hollywodenses. Sin duda marcó, un antes y un después para su carrera.
El 12 de enero de 2017, Adams recibió su estrella en el Paseo de la fama de Hollywood, en Los Ángeles.

### 2018-presente:Sharp Objectsy otros proyectos
Adams regresó a la televisión en 2018 con Sharp Objects, una miniserie de HBO basada en la novela de suspense de Gillian Flynn del mismo nombre. Se desempeñó como productora ejecutiva e interpretó a Camille Preaker, una reportera que se autolesionaba y que regresa a su ciudad natal para cubrir el asesinato de dos niñas. Adams ganó peso para el papel y, en los días de filmación, se sometió a tres horas de maquillaje protésico para crear el cuerpo lleno de cicatrices de su personaje. Ella leyó A Bright Red Scream para aprender sobre la automutilación e investigó la condición psicológica del síndrome de Munchausen por poderes. Se encontró incapaz de distanciarse del papel disfuncional y sufría de insomnio. La serie y la actuación de Adams recibieron elogios de la crítica; James Poniewozik elogió la compleja caracterización de Preaker y calificó la actuación de Adams como "paralizante". Daniel D'Addario de Variety descubrió que ella estaba "operando en la cima de sus habilidades" y agregó que con "su voz bajó una octava, se ralentizó y se agudizó con desconfianza, [ella] es simplemente excelente".
Otros notables proyectos han sido Vice, película de 2018 o Hillbilly Elegy, película de Netflix estrenada el pasado 2020.

## Vida personal
Adams se reunió con el actor y pintor Darren Le Gallo en una clase de actuación en 2001 y comenzaron a salir un año más tarde mientras colaboraban en un cortometraje llamado Pennies. Se comprometieron en 2008, y ella dio a luz a su hija, Aviana, en 2010. Siete años después de su compromiso, la pareja se casó en una ceremonia privada en un rancho cerca de Santa Bárbara (California). Dijo en 2016 que aprecia los numerosos sacrificios que Le Gallo había hecho como cuidador principal de su familia. Viven en Beverly Hills, California. Adams describió su vida familiar como «bastante discreta» y dijo que su rutina consiste en ir a trabajar, llevar a su hija al parque y tener citas semanales con su esposo.

## Filmografía

### Cine
| Año  | Título                                         | Rol                     | Notas            |
| ---- | ---------------------------------------------- | ----------------------- | ---------------- |
| 1999 | Drop Dead Gorgeous                             | Leslie Miller           |                  |
| 2000 | Psycho Beach Party                             | Marvel Ann              |                  |
| 2000 | The Chromium Hook                              | Jill Royaltuber         | Cortometraje     |
| 2000 | Cruel Intentions 2                             | Kathryn Merteuil        |                  |
| 2002 | The Slaughter Rule                             | Doreen                  |                  |
| 2002 | Pumpkin                                        | Alex                    |                  |
| 2002 | Serving Sara                                   | Kate                    |                  |
| 2002 | Catch Me If You Can                            | Brenda Strong           |                  |
| 2004 | The Last Run                                   | Alexis Mannig           |                  |
| 2005 | The Wedding Date                               | Amy Ellis               |                  |
| 2005 | Junebug                                        | Ashley Johnsten         |                  |
| 2005 | Standing Still                                 | Elise                   |                  |
| 2006 | Pennies                                        | Charlotte Brown         | Cortometraje     |
| 2006 | Tenacious D in The Pick of Destiny             | Mujer hermosa           |                  |
| 2006 | Talladega Nights: The Ballad of Ricky Bobby    | Susan                   |                  |
| 2006 | The Ex                                         | Abby March              |                  |
| 2007 | Enchanted                                      | Princesa Giselle        |                  |
| 2007 | Charlie Wilson's War                           | Bonnie Bach             |                  |
| 2007 | Underdog                                       | Polly Purebred          | Actuación de voz |
| 2008 | Sunshine Cleaning                              | Rose Lorkowski          |                  |
| 2008 | Miss Pettigrew Lives for a Day                 | Delysia Lafosse         |                  |
| 2008 | Doubt                                          | Margaret «Marita» James |                  |
| 2009 | Night at the Museum: Battle of the Smithsonian | Amelia Earhart          |                  |
| 2009 | Julie & Julia                                  | Julie Powell            |                  |
| 2009 | Moonlight Serenade                             | Chloe                   |                  |
| 2010 | The Fighter                                    | Charlene Fleming        |                  |
| 2010 | Leap Year                                      | Anna Brady              |                  |
| 2011 | Los Muppets                                    | Mary                    |                  |
| 2012 | On the Road                                    | Jane / Joan Vollmer     |                  |
| 2012 | Trouble with the Curve                         | Mickey Lobel            |                  |
| 2012 | The Master                                     | Peggy Dodd              |                  |
| 2013 | Man of Steel                                   | Lois Lane               |                  |
| 2013 | Her                                            | Amy                     |                  |
| 2013 | American Hustle                                | Sydney Prosser          |                  |
| 2014 | Big Eyes                                       | Margaret Keane          |                  |
| 2016 | Batman v Superman: Dawn of Justice             | Lois Lane               |                  |
| 2016 | Arrival                                        | Louise Banks            |                  |
| 2016 | Nocturnal Animals                              | Susan Morrow            |                  |
| 2017 | Justice League                                 | Lois Lane               |                  |
| 2018 | Vice                                           | Lynne Cheney            |                  |
| 2020 | Hillbilly Elegy                                | Beverly «Bev» Vance     |                  |
| 2021 | Zack Snyder's Justice League                   | Lois Lane               |                  |
| 2021 | The Woman in the Window                        | Anna Fox                |                  |
| 2021 | Dear Evan Hansen                               | Cynthia Murphy          |                  |
| 2022 | Disenchanted                                   | Princesa Giselle        |                  |
| 2024 | Nightbitch                                     | Madre                   |                  |
| 2025 | Klara and the Sun                              | Chris                   | En rodaje        |

### Televisión
| Año       | Título                   | Rol                         | Notas                                                  |
| --------- | ------------------------ | --------------------------- | ------------------------------------------------------ |
| 2000      | That 70's Show           | Kat Peterson                | Episodio: «Burning Down the House»                     |
| 2000      | Charmed                  | Maggie Murphy               | Episodio: «Murphy's Luck»                              |
| 2000      | Zoe, Duncan, Jack & Jane | Dinah                       | Episodio: «Tall, Dark, and Duncan's Boss»              |
| 2000      | Providence               | Rebecca «Becka» Taylor      | Episodio: «The Good Doctor»                            |
| 2000      | Buffy the Vampire Slayer | Prima Beth                  | Episodio: «Family»                                     |
| 2000      | The Peter Principle      | Susan                       | Película de televisión                                 |
| 2001      | Smallville               | Jodi Melville               | Episodio: «Craving»                                    |
| 2002      | The West Wing            | Cathy                       | Episodio: «20 Hours in America»                        |
| 2004      | King of the Hill         | Merilynn / Sunshine / Misty | Voz; 3 episodios                                       |
| 2004      | Dr. Vegas                | Alice Doherty               | 5 episodios                                            |
| 2005–2006 | The Office               | Katy Moore                  | 3 episodios                                            |
| 2018      | Sharp Objects            | Camille Preaker             | Protagonista (miniserie); también productora ejecutiva |

## Premios y nominaciones

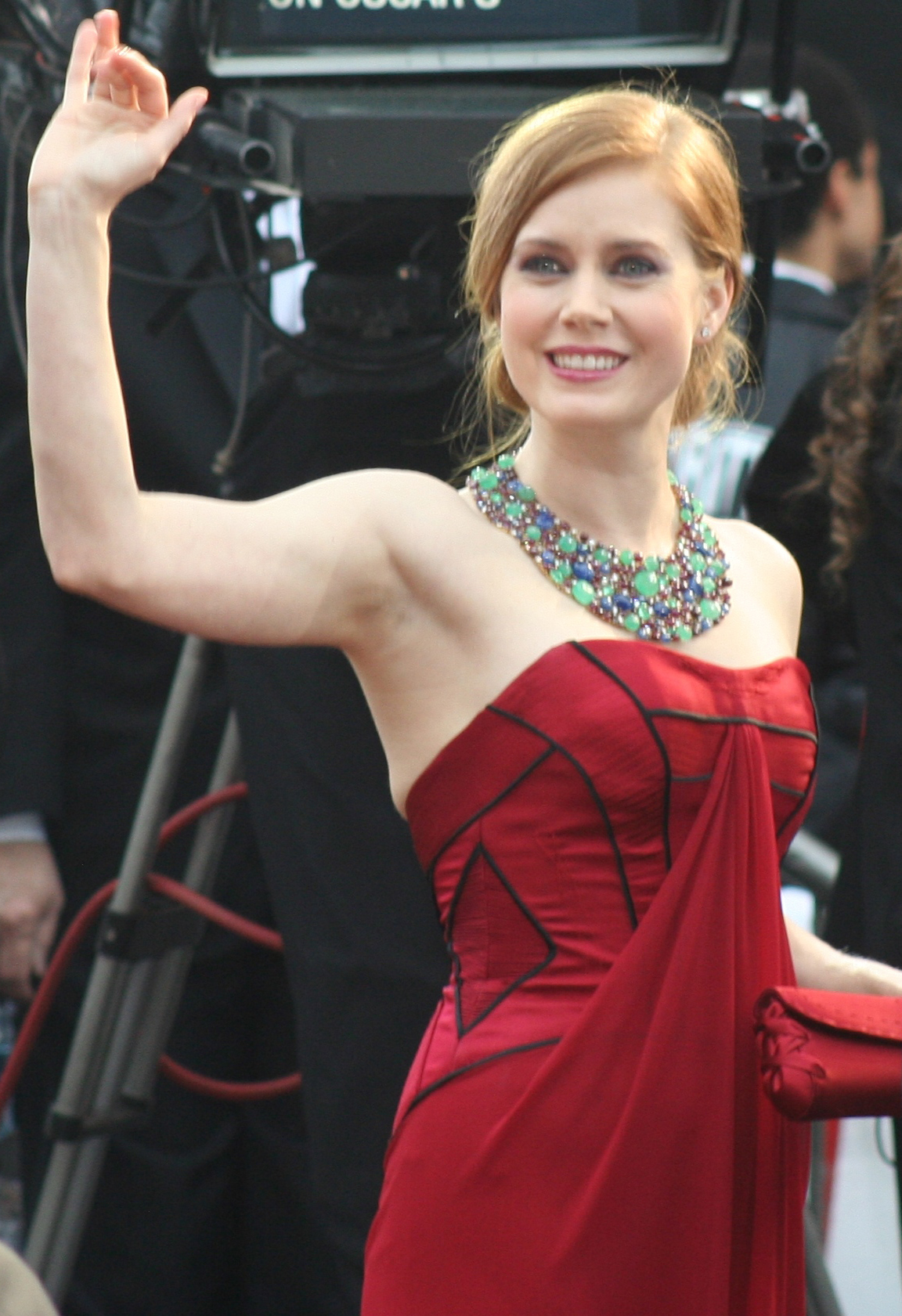
En los premios Óscar de 2009.

Adams ha sido reconocida por la Academia de Artes y Ciencias Cinematográficas por las siguientes actuaciones:
- 78.º Premios Óscar (2006): Nominada a mejor actriz de reparto, por Junebug
- 81.º Premios Óscar (2009): Nominada a mejor actriz de reparto, por Doubt
- 84.º Premios Óscar (2012): Nominada a mejor actriz de reparto, por The Fighter
- 85.º Premios Óscar (2013): Nominada a mejor actriz de reparto, por The Master
- 86.º Premios Óscar (2014): Nominada a mejor actriz, por American Hustle
- 91.º Premios Óscar (2019): Nominada a mejor actriz de reparto, por Vice

Además Adams, ha ganado dos de las diez nominaciones obtenidas a los Premios Globo de Oro; a mejor actriz de comedia o musical por su papel en American Hustle y a mejor actriz de drama por su interpretación en Big Eyes. También cuenta con una nominación a los Premios Primetime Emmy por su papel en la pequeña pantalla en la miniserie de Sharp Objects, a mejor actriz de miniserie o telefilme. Y cuenta con un premio del Sindicato de Actores al mejor reparto por su papel en American Hustle y hasta nueve nominaciones más, en los Premios del Sindicato de Actores, por sus papeles protagonistas como en Hillbilly Elegy o en Arrival; entre otras.